# Bellwald
Pour l’article homonyme, voir Jacques Marie Bellwald.
 (septembre 2022).
Si vous disposez d'ouvrages ou d'articles de référence ou si vous connaissez des sites web de qualité traitant du thème abordé ici, merci de compléter l'article en donnant les références utiles à sa vérifiabilité et en les liant à la section « Notes et références ».
Bellwald est une commune suisse du canton du Valais, située dans le district de Conches.

## Géographie

### Situation

Photo aérienne historique de Werner Friedli de 1955.

Bellwald est située au nord de Brigue, au-dessus de la vallée du Rhône, à 1 560 m d'altitude. Il s'agit ainsi de la commune la plus haute du district de Conches.
Elle comprend les hameaux de Ried, Eggen, Bodmen et Fürgangen.
Depuis 1962, le village est relié par une route riche en virages. Depuis 1956, un téléphérique relie le village depuis la vallée au niveau de la gare ferroviaire située sur la ligne Matterhorn-Gotthard-Bahn (MGB).
Depuis 2007, Bellwald fait partie de la liste du Patrimoine mondial Alpes suisses Jungfrau-Aletsch.

### Transports
Le téléphérique Fürgangen - Bellwald part du fond de la vallée à 1 204 m et rejoint Bellwald à 1 564 m. Il a été construit en 1956 et est équipé de cabines de 8 places.

## Toponymie
Plusieurs sources mentionnent le nom de la commune. Ainsi, en 1273, Nicholaus de Bellewalt, Beliwalt ; en 1293 Belwalt. Un document remontant à 1374 (apun Belwalt Zblattun) laisse penser que le nom actuel désignait à l'origine le dôme de montagnes ; puis il passa plus tard au hameau principal et remplaça l'ancien nom de Zblattun.
L'origine du nom de Bellwald n'est pas clarifiée complètement. Il est supposé qu'il provient de l'addition des mots allemand Wald (forêt) et latin bellum (beau), ou d'un nom de famille Ballo/Pallo en tant que propriétaire.

## Population et société

### Surnoms
Les habitants de la commune sont surnommés die Hasen, soit les lièvres.
Les habitants de la localité de Bodmen sont surnommés di Guggera, soit les coucous en patois valaisan.

### Démographie

#### Évolution de la population
Bellwald compte 338 habitants au 31 décembre 2022 pour une densité de population de 25 hab/km2. Sur la période 2010-2019, sa population a diminué de −18,5 % (canton : 10,5 % ; Suisse : 9,4 %).  

#### Pyramide des âges
En 2020, le taux de personnes de moins de 30 ans s'élève à 23,8 %, au-dessous de la valeur cantonale (31,7 %). Le taux de personnes de plus de 60 ans est quant à lui de 35,8 %, alors qu'il est de 26,6 % au niveau cantonal.
La même année, la commune compte 189 hommes pour 165 femmes, soit un taux de 53,4 % d'hommes, supérieur à celui du canton (49,6 %).
| Hommes | Classe d’âge | Femmes |
| ------ | ------------ | ------ |
| 1,6    | 90 ans ou +  | 1,8    |
| 10,6   | 75 à 89 ans  | 10,3   |
| 20,6   | 60 à 74 ans  | 26,7   |
| 24,9   | 45 à 59 ans  | 29,7   |
| 15,3   | 30 à 44 ans  | 10,9   |
| 15,3   | 15 à 29 ans  | 10,9   |
| 11,6   | - de 14 ans  | 9,7    |

| Hommes | Classe d’âge | Femmes |
| ------ | ------------ | ------ |
| 0,5    | 90 ans ou +  | 1,2    |
| 7,5    | 75 à 89 ans  | 9,4    |
| 16,8   | 60 à 74 ans  | 17,7   |
| 22,2   | 45 à 59 ans  | 21,7   |
| 20,3   | 30 à 44 ans  | 19,4   |
| 17,7   | 15 à 29 ans  | 16,6   |
| 14,9   | - de 14 ans  | 14,1   |

### Sports: domaine skiable
Le domaine skiable d'importance situé le plus à l'est du Valais est relativement moins fréquenté que les stations voisines de l'Aletsch Arena. Entre 2004 et 2013, près de 90 000 journées skiées ont été réalisées en moyenne. Son relatif isolement - plus de 2 h de voiture depuis Lausanne - donne certainement une part de l'explication.
Le télésiège 2-places débrayable Richenen part directement à proximité du parking payant, et rejoint Fleschen à 2 081 m. De là part une piste de luge de 6 km, qui rejoint la station. Elle peut aussi être empruntée à skis. Le télésiège Golden Rabbit, construit en 2009, poursuit jusqu'au sommet du domaine à 2 558 m d'altitude. De là, il est possible soit de poursuivre l'ascension à l'aide de skis de randonnée, soit d'emprunter les deux pistes relativement raides qui rejoignent le reste du domaine, soit encore de pratiquer le ski hors-piste sur un itinéraire relativement court et excentré. Le domaine central possède des pistes relativement faciles.
30 km de chemins sont aménagés pour pratiquer la randonnée hivernale.
Depuis le domaine, il est possible d'apercevoir le Cervin.
L'exploitation en été des télésièges apporte près de 7 % des recettes d'exploitations totales, le reste revenant à la saison hivernale.

## Tourisme
Le village est apprécié en été pour son réseau de chemins de randonnée, qui amènent à proximité de plusieurs petits lacs. Une piste de descente en VTT accueille des compétitions internationales. En 2002, la station possède 1 200 appartements de vacances et 4 300 lits.

## Culture et patrimoine

### Héraldique
| Blason | Blasonnement : D'azur à un sapin de sinople fûté au naturel, mouvant d'un mont à trois coupeaux du second . |

## Patrimoine bâti
Le centre de Bellwald, piéton, est bien conservé. Il possède des maisons en bois sombre et des ruelles étroites. Des églises et chapelles méritent aussi la visite.